# Shannon Lucid
Shannon Wells Lucid est une biochimiste et une ancienne astronaute américaine de la NASA née le 14 février 1943. Elle fait partie du premier contingent de femmes astronautes recrutées par la NASA en 1978. Elle a effectué cinq missions dans l'espace entre 1985 et 1996 comme spécialiste de mission en utilisant la navette spatiale américaine. Sa mission la plus marquante est son séjour de six mois à bord de la station spatiale russe Mir de mars à septembre 1996.

## Biographie

### Formation et premiers emplois
Lucid nait à Shanghai en Chine. Ses parents, Oscar et Myrtle Wells, étaient des missionnaires baptistes. Elle grandit à Bethany, dans l'Oklahoma. Elle est diplômée de Bethany High School. Elle étudie à l'université de l'Oklahoma et y obtient un doctorat en biochimie en 1973. Elle a débuté comme enseignante à l'université de l'Oklahoma dans le département de chimie de 1963 à 1964, et ensuite comme technicienne de laboratoire principal à l'Oklahoma Medical Research Foundation, de 1964 à 1966. Elle travaille comme chimiste pour la compagnie Kerr-McGee, à Oklahoma City de 1966 à 1968, comme professeur adjoint l'université de l'Oklahoma de 1969 à 1973 et chercheur à la fondation pour la recherche médicale d'Oklahoma City.

### Astronaute à la NASA
Ayant posé sa candidature pour devenir astronaute à la première sélection de la NASA ouverte aux femmes, Shannon Lucid est retenue en 1978 par l'agence spatiale. Sur les six femmes de cette première classe, elle est la seule qui était mère au moment de sa sélection. Sa première mission a lieu en juin 1985 à bord de la navette spatiale Discovery dans le cadre de la mission STS-51-G. Elle vole par la suite à bord dans le cadre des missions STS-34 en 1989, STS-43 en 1991 et STS-58 en 1993. Après s'être entrainée durant un an à la Cité des étoiles près de Moscou, elle effectue une mission de six mois à bord de la station spatiale russe  Mir de mars à septembre 1996. Elle prend sa retraite en janvier 2012.
En 2002, elle devient scientifique en chef de la NASA, poste qu'elle occupe jusqu'en septembre 2003.

## Vie privée
Shannon Lucid est mariée à Michael F. Lucid d'Indianapolis ; ils ont deux filles et un fils, et cinq petites-filles et un petit-fils.

## Vols réalisés
Elle réalise cinq missions en tant que spécialiste de mission, dont une mission de plus de six mois à bord de la station spatiale Mir :
- 17 juin 1985 : Discovery STS-51-G ;
- 18 octobre 1989 : Atlantis STS-34 ;
- 2 août 1991 : Atlantis STS-43 ;
- 18 octobre 1993 : Columbia STS-58 ;
- 22 mars 1996 : Mir / Atlantis STS-76, elle retourne sur Terre avec la navette spatiale de la mission STS-79.

## Récompenses
- Elle est inscrite au National Women's Hall of Fame.
- En 2014, elle est admise au US Astronaut Hall of Fame.